# Казахстания

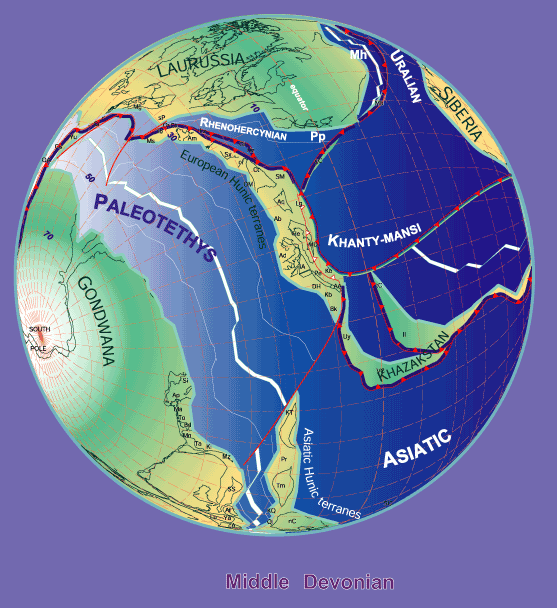
Реконструкция Земли 380 млн лет назад

Казахстания (англ. Kazakhstania) — среднепалеозойский континент, который находился между Лавруссией и Сибирской платформой. Он протягивается от Тургайского прогиба и Туранской низменности до пустынь Гоби и Такла-Макана. Площадь составляла около 1,3 миллионов км².
Кокшетау-Северо-Тянь-Шаньская каледонская складчатая область стала основной частью Казахстанского континента, потом к ним присоединилась Чингиз-Тарбагатайская каледонская складчатая область, в позднем палеозое присоединилась Джунгаро-Балхашская герцинская складчатая система.
Появление Казахстанского континента определил гранитно-метаморфический слой земной коры, который сформировался в её пределах к концу ордовика в результате таконской складчатости. До этого момента, в течение неопротерозоя-кембрия, данная область состояла из разнородных блоков и микроконтинентов, разделённых впадинами с корой океанического и переходного типов.
В настоящее время комплексы, принадлежавшие этим микроконтинентам, выходят на поверхность в горных цепях Срединного, Северного Тянь-Шаня, Джунгарии и в невысоких холмах западной части Казахского мелкосопочника. Не исключено, что к их числу принадлежит также часть фундамента окаймляющих плит — Туранской и Западносибирской. Между этими массивами располагаются более молодые складчатые зоны.